# Koulba Baba
Koulba Baba (* 1899 in Sébéri; † 1975 in Niamey; eigentlich Moumouni Sékou) war ein nigrischer Erzähler vom Berufsstand der Djesseré.

## Leben
Koulba Baba gehörte der ethnischen Gruppe der Zarma an. Er stammte sowohl mütterlicher- als auch väterlicherseits von Djesseré ab. Er begann seine Ausbildung als Erzähler bei einem Onkel väterlicherseits und setzte diese in der Elfenbeinküste und in Mali fort, wo er wie sein Landsmann Tinguizi ein Schüler des renommierten Griots Bansouma Cissoko war.
Koulba Baba gilt neben Djéliba Badjé, Badjé Bannya, Nouhou Malio, Djado Sékou und Tinguizi als einer der großen Djesseré-Meister. Es existieren Tonaufnahmen seiner Vorträge, die von Radio Niger und vom Forschungsinstitut für Humanwissenschaften (IRSH) in Niamey gemacht wurden. Zu seinen bekanntesten in der Sprache Zarma erzählten Epen zählen Mayyahi, Djikan Djibrilla, Sambo Soga Lobo Soga und Soumangourou Kanté.